# Curl
Curl è un linguaggio di programmazione orientato agli oggetti per applicazioni web interattive. L'obiettivo principale del linguaggio è quello di integrare la formattazione del testo e la programmazione web. Curl rende possibile includere oggetti complessi all'interno di semplici documenti senza dover utilizzare diversi linguaggi di programmazione o piattaforme di sviluppo.
Il linguaggio mira ad affrontare un problema di lunga data: le diverse componenti che costituiscono qualsiasi documento web moderno spesso richiedono metodi di implementazione notevolmente differenti: diversi linguaggi, strumenti, framework e spesso anche diversi team di sviluppo. La problematica è quella di permettere a blocchi diversi di comunicare tra loro senza sforzo. Curl affronta tale problematica fornendo un'interfaccia sintattica e semantica a tutti i livelli della creazione di contenuto web: dal semplice HTML a complessi linguaggi di programmazione a oggetti.
Curl combina markup di testo (come in HTML), scripting (come in JavaScript) e alto potere computazionale (come in Java, C# o C++) all'interno di un unico framework. È utilizzato in una gamma di applicazioni enterprise, Business to Business (B2B) e Business to Consumer (B2C).

## Sintassi
Un semplice applet HelloWorld in Curl si presenta come:
```
{Curl 7.0, 8.0 applet}

 {text

    color = "blue",

    font-size = 16pt,

    Hello World}

```

Questo codice per funzionare richiede che sia installata la versione 7.0 o 8.0 o superiori.